# Elaphria hemileuca
Elaphria hemileuca là một loài bướm đêm trong họ Noctuidae.